# Gaetano Monachello
Gaetano Monachello (ur. 3 marca 1994 w Agrigento) – włoski piłkarz, grający na pozycji napastnika.

## Kariera piłkarska

### Kariera klubowa
Wychowanek Gattopardo Calcio, skąd w 2012 trafił do szkoły piłkarskiej Interu Mediolan. W marcu 2012 roku podpisał wstępną umowę z ukraińską Tawriją Symferopol, które zostało potwierdzone w czerwcu 2012 roku, ale dwa tygodnie później, w lipcu 2012 roku ogłoszono, że został piłkarzem Metałurha Donieck.
5 października 2012 rozpoczął karierę piłkarską w barwach Metałurha. Podczas przerwy zimowej sezonu 2012/13 opuścił ukraiński klub. Potem występował w cypryjskim Olympiakosie Nikozja. 1 lipca 2013 roku podpisał kontrakt z AS Monaco. Już wkrótce 3 sierpnia 2013 został wypożyczony do Cercle Brugge.

### Kariera reprezentacyjna
Był powoływany do juniorskiej drużyny narodowej Włoch U-17.